# Lukáš Šembera
Lukáš Šembera (* 16. Oktober 1992 in Brünn) ist ein ehemaliger tschechischer Motorradrennfahrer.

## Karriere
Lukáš Šembera begann seine Rennfahrerkarriere im Jahr 2000 auf Supermotos. 2003 wechselte er zu den Minibikes, 2005 und 2006 startete er in 125-cm³-Kategorien der nationalen Meisterschaften Tschechiens und der Slowakei. Seine internationale Laufbahn begann Šembera 2007 im Red Bull MotoGP Rookies Cup, den er als 15. abschloss.
Sein Debüt in der Motorrad-Weltmeisterschaft gab er im Jahr 2008 bei seinem Heim-Grand-Prix, dem Großen Preis von Tschechien in Brünn. Der Tscheche startete als Wildcard-Pilot im italienischen Privatteam Matteoni Racing auf einer Aprilia und erreichte Rang 17.
In der folgenden Saison ging Šembera als Stammfahrer für Matteoni in der 125er-WM an den Start, ohne jedoch dabei Punkte einzufahren.
Am 19. September 2009 zog sich Lukáš Šembera bei einem Sturz während der Olympia Supermoto night show, einer Promotionveranstaltung in seiner Heimatstadt Brünn, so schwere Wirbelbrüche zu, dass er seither querschnittgelähmt ist und seine Karriere 16-jährig beenden musste.

## Verweise